# Société de sciences et technologies aérospatiales de Chine
Pour les articles homonymes, voir CASC.
La Société de sciences et technologies aérospatiales de Chine (chinois : 中國航天科技集團公司) ou CASC (sigle de l'anglais China Aerospace Science and Technology Corporation) est une entreprise d'État chinoise qui regroupe l'essentiel des centres de recherche, de conception et de fabrication du pays intervenant dans le domaine spatial. 
CASC est notamment le fabricant des lanceurs Longue Marche et du programme spatial habité Shenzhou. 
Elle développe également les munitions de précision, missiles tactiques et stratégiques de l'Armée chinoise.
Elle se classait en 2023 au quinzième rang mondial pour la production d'armement.

## Activité
CASC est avec la CASIC l'un des deux principaux acteurs chinois dans le domaine spatial. Ce conglomérat emploie 120 000 personnes[Quand ?]. Le siège de la société est à Pékin et ses établissements sont situés à Shanghai, Tianjin, Xi'an, Chengdu, en Mongolie Intérieure, Hong Kong (Shenzhen) et Hainan. En 2009 le chiffre d'affaires était de 70 milliards de yuans et le résultat de sept milliards. Les actifs représentaient à cette date 153 milliards RMB. En 2018, son chiffre d'affaires est évalué à 38 milliards de dollars américains dont 21 % dans l'industrie de l'armement
La création de cette organisation remonte au 8 octobre 1956. Le conglomérat dans sa forme actuelle a été créée le 1er juillet 1999. CASC est placée sous la tutelle de l'Administration d'État pour la Science, la Technologie et l'Industrie de la Défense nationale ou SASTIND.

## Entités et sociétés du groupe
Les principaux centres de recherche, de développement et de production de CASC sont :
- L'Académie chinoise de technologie des lanceurs (CALT) fabrique les lanceurs Longue Marche couvrant toute la gamme de puissance ainsi que les missiles balistiques intercontinentaux chinois. Elle est implantée à Nan Yuan à 50 km de Pékin. Elle emploie environ 30 000 personnes dans 8 entités[5]
- L'Académie chinoise de technologie spatiale (CAST), installée à Pékin et dans sa banlieue est la plus grosse entité du groupe. Elle emploie environ 10 000 personnes dont 40 % de techniciens qualifiés pour la fabrication des satellites scientifiques et d'application[6]
- L'Académie de Shanghai pour la technologie des vols spatiaux (SAST) est par sa taille la troisième entité du groupe. Elle construit des lanceurs et des composants d'engins spatiaux. Elle emploie environ 17 000 personnes dans la région de Shanghai [7]
- L'Académie chinoise de technologie de la propulsion solide (AASPT) créé à Xi'an en 1962 développe les différents moteurs à propergol solide utilisés par les lanceurs, les satellites et les vaisseaux : moteur d'apogée, propulseur d'appoint, rétrofusée, tour de sauvetage, étage supérieur de lanceur.
- L'Académie de technologie aérospatiale du Sichuan (SCAAT) est un conglomérat qui produit des missiles balistiques à ergols liquides, des lanceurs et des missiles anti-navires. Elle emploie 15 000 personnes dans une trentaine d'instituts de recherche et de centres de recherche situés dans la région du Sichuan[8]
- L'Académie chinoise de technologie de navigation aérospatiale rassemble depuis 2009 différentes petits instituts et sociétés développant l'instrumentation des vaisseaux, satellites et lanceurs.
- L'Académie chinoise d'aérodynamique aérospatiale (CAAA) est un centre de recherche et de production dont le siège est à Pékin qui produit des fusées, des missiles et des drones. Il est notamment connu comme constructeur de la famille de drones militaires Rainbow.
- L'Académie de technologie aérospatiale de la propulsion liquide (AALPT) créé vers 1970 sous l'appellation base 067 au Mont Quinling dans le Shaanxi développe les moteurs-fusées utilisant la propulsion à ergols liquides. Elle rassemble depuis 2009 différentes entités travaillant dans le domaine et emploie environ 10 000 personnes[9].

CASC comprend également un certain nombre d'entreprises spécialisées comme :
- La Société industrielle de la Grande muraille de Chine (CGWIC) détenue conjointement par la groupe avec la CASIC commercialise les produits du groupe qui vont du lanceur à la bière en passant par les missiles.
- Société chinoise des télécommunications par satellite
- Aerospace Engineering Consultation Center
- China Centre for Resources Satellite Data and Application
- Aerospace Science & Technology Finance Co, Ltd.
- Aerospace Capital Holding Co, Ltd.
- La Société chinoise d'électronique aérospatiale (CATEC) développe des composants électroniques, des systèmes de télémétrie, des systèmes de télécommunications aérospatiales et des connecteurs électriques. Elle emploie envoie 8300 personnes dans une trentaine d'entités[10].
- China Aerospace International Holdings, Ltd. (中國航天國際控股有限公司)
- Beijing Shenzhou Aerospace Software Technology Co, Ltd.
- Shenzhen Academy of Aerospace Technology
- Aerospace Long-March International Trade Co, Ltd.
- China Siwei Surveying and Mapping Technology Co, Ltd

## Principales productions
La production principale de CASC porte sur la recherche, le développement et la fabrication de systèmes spatiaux comme les lanceurs, les satellites et les vaisseaux habités ainsi que les missiles tactiques et stratégiques. Parmi les produits les plus remarquables figurent :
- les lanceurs Longue Marche  notamment les Longue Marche 2, 3, 4, 5, 7 et 11.
- les vaisseaux habités Shenzhou.
- Les missiles balistiques intercontinentaux notamment
- Les sondes spatiales d'exploration du système solaire (Chang'e 1, ..., Tiaw